# Tobias Henneböle
Tobias Henneböle (* 19. Mai 1992 in Bad Soden am Taunus) ist ein ehemaliger deutscher Fußballspieler.

## Karriere
Der gebürtige Hesse spielte in seiner Jugend für den JFC Wehrheim. Im Alter von zwölf Jahren wechselte er in die Jugend zu Eintracht Frankfurt, vier Jahre später dann in die B-Jugend vom FSV Frankfurt. Dort spielte er auch für die zweite Mannschaft und erzielte ein Tor in 25 Spielen. 2012 wechselte Henneböle zum VfL Wolfsburg und spielte dort auch in der zweiten Mannschaft. In der Regionalliga Nord stand er 73-mal für die Wolfsburger auf dem Platz. 2015 wechselte er nach Spanien zum RCD Mallorca. Dort wurde sein auslaufender Vertrag nach nur einem Zweitligaspiel nicht mehr verlängert. Er kehrte im August 2016 nach Deutschland zurück und schloss sich dem Südwest-Regionalligisten Eintracht Trier an. Nachdem Henneböle jedoch den Klassenerhalt mit den Moselstädtern verpasst hatte, folgte im Sommer 2017 sein Wechsel zu Borussia Fulda in die Hessenliga. Doch schon ein Jahr später beendete der Abwehrspieler dann seine aktive Karriere.